# Skellefteå Basebollklubb
Skellefteå Basebollklubb är en basebollklubb som spelade i elitserien. Klubben bildades 1971 av Tomas Dahlgren, Hans Wikström och Hans Nilsson. De första åren ägnades åt att lära sig spelet, för att sedan börja spela i dåvarande Div 2. En egenhet i sammanhanget är att de första årens hemmamatcher på andra klubbars begäran spelades i Ljusdal. Det innebar att Skellefteå basebollklubb för det mesta hade längre till sina hemmamatcher än bortalaget. Så småningom byggdes en basebollstadion i Skellefteå och hemmamatcherna har sedan dess spelats där.
Skellefteå Basebollklubb har blivit svenska mästare vid åtta tillfällen 1989-1995 samt 1999.